# Andriamasinavalona
Andriamasinavalona var konge over Imerina-riget på Madagaskar fra ca. 1675–1710. Han havde stor betydning for rigets sociale, politiske og økonomiske udvikling.
Han udbredte sit rige, så det omfattede store dele af øen, og var dermed en samlende figur for merina-folket.
For at styrke kongerigets forsvar delte han landet mellem sine fire yndlingssønner. Det gik ikke helt efter hensigten, da sønnerne mest af alt var optaget af at befæste deres egen magt - og den ene af sønnerne tog ligefrem kongen fange i syv år. Senere, efter kongens død, bekrigede de fire sønner hinanden, og der var borgerkrig i Imerina i 77 år. Hans søn Andriantsimitoviaminiandriana, der havde fået den østlige og største del af landet tildelt, bliver set som hans hovedarvtager.
Andriamasinavalona har givet navn til Madagaskars hovedstad Antananarivo. I dag mindes man Andriamasinavalonas tid som Madagascars guldalder. Det var dog også på hans tid, at pirateriet på Madagascar blomstrede. 
| Biografi | Spire Denne biografi er en spire som bør udbygges. Du er velkommen til at hjælpe Wikipedia ved at udvide den. |

1. ↑  Navnet er anført på engelsk og stammer fra Wikidata hvor navnet endnu ikke findes på dansk.